# 感军四明牌坊
感军四明牌坊，位于山西省临汾市翼城县里砦镇感军村中心十字街，是一座清代木牌坊，四面均有匾额，分别刻有“河上高风”（东）、“慈后神泉”（南）、“汉文崇德”（西）、“访贤古迹”（北）字样，雕刻和斗拱华美。
1983年1月，感军四明牌坊公布为翼城县文物保护单位。